# 压敏陶瓷
压敏陶瓷是一种特殊的陶瓷，主要由金属氧化物制成。压敏陶瓷可以抵抗高电压，作用类似高容量的电容，也像可变电阻。通常用于高压导电体上，如高压电线或避雷针作绝缘材料用，是压敏电阻器和高压避雷器的原材料。

## 常见的压敏陶瓷材料
目前最常用作压敏陶瓷的金属氧化物为氧化锌(ZnO)。此外，SiC、TiO2、SrTiO3也很普遍。近年流行利用纳米技术制成的纳米材料，以提高材料的抗电压效能，来制造更优质的压敏陶瓷。

## 参看
- 纳米技术 - 纳米材料
- 压敏电阻